# MySims Kingdom
MySims Kingdom – gra komputerowa stworzona przez EA Redwood Shores i wydana w 2008 roku przez Electronic Arts na konsole Nintendo DS oraz Wii. Jest to spin-off serii The Sims wyprodukowanej przez firmę Maxis, a zarazem kontynuacja wydanej w 2007 roku gry MySims. 19 listopada 2024 roku wydano wersję na konsolę Nintendo Switch w ramach zestawu MySims: Cozy Bundle, zawierającego również pierwszą część MySims.

## Rozgrywka

### Wersja na konsolę Wii
Na początku gry główny bohater trafia na Wyspę Kapitol (ang. The Capital), gdzie mieści się pałac króla Rolanda oraz księżniczki Butter. Spotyka tam Buddy'ego i Lyndsay, którzy będą towarzyszyć graczowi w dalszej podróży po różnorodnych krainach królestwa.
Gracz kontroluje postać Różdżkarza (ang. Wandolier), którego celem jest odbudowa podupadającego królestwa. Przy pomocy magicznej różdżki i zebranych esencji buduje użyteczne obiekty, stawia budynki oraz wykonuje zadania zlecone przez mieszkańców krainy.

## Odbiór gry
MySims Kingdom spotkała się z pozytywnym przyjęciem krytyków, uzyskując w wersji na konsolę Nintendo Wii według agregatora Metacritic średnią z ocen wynoszącą 76/100 punktów oraz 77,76% według serwisu GameRankings.